# Comté de Poweshiek
Le comté de Poweshiek est un comté de l'État de l'Iowa, aux États-Unis.